# الفونديغويلا
بلدية الفُندقة أو الفُندقيَّة أو (نقحرة: الفونديغويلا) (بالإسبانية: Alfondeguilla)‏، هي إحدى بلديات مقاطعة قسطلونة التي تقع في منطقة بلنسية، في شرق إسبانيا.
يبلغ عدد سكانها 893 نسمة وفقاً لإحصائية سنة (2006).